# Иван Васильевич Стрига Оболенский
Ива́н Васи́льевич Стрига, князь Оболе́нский (ум. 1478) — боярин и воевода великих князей Московских Василия Васильевича Темного и Ивана III Васильевича, участвовал почти во всех их походах.

## Биография
Старший из четверых сыновей боярина князя Василия Ивановича Косого от первого брака с М. Ф. Всеволожской.
Впервые упоминается И. В. Оболенский в 1446 году. В этом году великий князь был захвачен и ослеплён князем галицким Дмитрием Юрьевичем Шемякой, который заточил его с детьми в Угличе. Оболенский с князьями Ряполовскими и другими приверженцами великого князя решился составить заговор для его освобождения; заговорщики на совещании решили собраться в условленный день под Угличем, но Шемяка узнал об этом и Оболенскому с некоторыми другими пришлось бежать за Волгу, в Белоозеро. Шемяка послал за ними войско, которое было, однако, разбито Оболенским и Ряполовскими при устье реки Мологи. Однако время идти к Угличу было упущено и Оболенский вместе с другими приверженцами Василия Тёмного решил бежать в Литву.
В Литве в это время уже собралась вся партия князей и бояр противных Шемяке; во главе её стоял князь Василий Ярославич Боровский, и Оболенский вступил в её ряды. Соединившись в местечке Пацыне, союзники двинулись к Угличу, но по дороге узнали, что великий князь уже освободился и собирает войско, чтобы вернуть себе великокняжеский стол. Союзники двинулись к нему на помощь, соединились с ним у Углича и дальнейший поход совершили вместе.
В 1449 году Иван Стрига Оболенский был воеводой в Костроме и вместе с другим воеводой Василия Тёмного, Фёдором Басенком, отразил нападение Шемяки, который, начав снова войну, осадил этот город.
В 1456 году, когда великий князь пошел на Новгород, Оболенский сопровождал его и был послан вместе с Фёдором Басенком на Русу. Московский отряд захватил город врасплох и одержал победу (см. Сражение под Русой) над новгородским войском, пытавшимся отбить город обратно.
В 1458 году Иван Стрига Оболенский участвовал в походе московской рати на Вятку.
В 1460 году, по просьбе псковичей, был назначен великим князем наместником во Псков; 23 марта 1460 года псковичи торжественно посадили его на княжение и «даша ему всю княжюю пошлину». Заключил выгодный мир с Ливонским орденом. В 1462 году был отозван из Пскова.
В 1462—1478 годах присутствовал как боярин на докладе Ивану III поземельных дел.
В 1463—1468 годах был наместником в только что присоединённом Ярославском княжестве. При нём разрушалась старая удельно-вотчинная и складывалась новая система служилого землевладения. Ярославские князья превратились из удельных правителей в бояр и воевод великого князя Московского. По распоряжению Ивана III переманивал местных крестьян на великокняжеские земли, не считаясь ни с интересам местных феодалов, ни с традицией. Ермолинская летопись за всё это язвительно называла его чудотворцем Иваном Агафоновичем Сущим.
В 1467 году Стрига был послан великим князем помогать московскому служилому царевичу Касиму занять Казанское ханство, но на Волге встретил казанского хана Ибрагима, который не дал ему возможности перейти реку, и московское войско должно было возвращаться без успеха в холодную и дождливую осень, причём едва не погибло от голода, так как оказался большой недостаток в съестных припасах.
В 1467 году, когда казанцы напали на верховья реки Юга и сожгли город Кичменгу и разорили костромские волости, Оболенский был послан на них, прогнал их, преследовал до реки Унжи, но догнать не мог, и, разорив земли черемисские, союзников казанских татар, вернулся в Москву.
В 1471 году Оболенский участвовал в походе великого князя к Новгороду, командуя татарской конницей. В 1472 году, при известии о нашествии хана Большой Орды Ахмата на московские области, был послан к Оке. В том же году псковичи снова просили его к себе на княжение, но на этот раз великий князь не согласился на это, сказав, что Оболенский нужен ему самому.
В 1477 году князь И. В. Оболенский был одним из главных участников похода великого князя к Новгороду, двинулся туда по Яжелбицкой дороге, и, при распределении позиции был назначен с владимирским ополчением в передовой полк; 24 ноября Оболенский получил приказание занять, под главным начальством брата великого князя — Андрея Васильевича Меньшого — все монастыри в окрестностях города, чтобы новгородцы не выжгли их. Оболенский, в одну ночь двинувшись из Бронниц, где стояло тогда великокняжеское войско, по льду Ильменского озера, исполнил поручение Ивана III и занял все новгородские окрестности. Когда же новгородцы решились сдаться, Стрига вёл переговоры с ними от имени великого князя об условиях сдачи, а после сдачи был назначен вместе с братом Ярославом новгородским наместником и приводил жителей Новгорода к присяге великому князю.
Впрочем, наместничать в Новгороде пришлось ему недолго: в феврале 1478 года он был отстранён от должности, а весной умер, вероятно, от моровой язвы, господствовавшей в то время в Новгороде, успев однако перед смертью оказать ещё одну важную услугу Ивану III: он отыскал и выдал ему все письменные договоры, когда-либо заключенные новгородцами с князьями литовскими. Похоронен был Иван Стрига Оболенский, по собственному желанию, в Суздале, в Спасо-Евфимьеве монастыре.
От брака со Степанидой, дочерью И. К. Зубатого-Давыдова-Морозова, оставил 6 сыновей: Василия Большого, Ивана Слыха, Фёдора Гузея, Ивана Щетину, Василия Шиху и Александра. Считается родоначальником князей Стригиных-Оболенских.